# فردریک فرلینگهویسن
فردریک فرلینگهویسن (به انگلیسی: Frederick Frelinghuysen) سناتور سابق عضو حزب فدرالیست (آمریکا) بود. وی در سال ۱۷۹۳ تا ۱۷۹۶ میلادی سناتور ایالت نیوجرسی در سنای ایالات متحده آمریکا بود.